# کارل پولفریش
 کارل پولفریش (انگلیسی: Carl Pulfrich؛ زاده ۲۴ سپتامبر ۱۸۵۸ درگذشته ۱۲ اوت ۱۹۲۷) یک فیزیک‌دان اهل آلمان بود. 